# Parafia Najświętszej Maryi Panny Królowej Polski w Zahutyniu
Parafia pw. Najświętszej Maryi Panny Królowej Polski w Zahutyniu – parafia rzymskokatolicka znajdująca się w archidiecezji przemyskiej w dekanacie Sanok II. Prowadzą ją ojcowie oblaci.

## Historia
Po II wojnie światowej w Zahutyniu były odprawiane msze święte raz w miesiącu w budynku szkolnym. W 1956 roku na miejscu dawnej cerkwi zbudowano drewniany kościół pw. Najświętszej Marii Panny Królowej Polski. W 1956 roku do Zahutynia sprowadzono Obraz Matki Bożej Szkapleżnej, pochodzący ze spalonego klasztoru karmelitów w Zagórzu. Pod koniec lat 60. XX wieku rozpoczęto generalne prace wykończeniowe kościoła, a w 1976 roku zbudowano drewnianą dzwonnicę. 8 maja 1978 roku bp Tadeusz Błaszkiewicz poświęcił kościół.
2 sierpnia 1979 roku dekretem bpa Ignacego Tokarczuka została erygowana parafia w Zahutyniu, z wydzielonego terytorium parafii Najświętszego Serca Pana Jezusa w Sanoku. Parafia została przekazana Oblatom, którzy 19 grudnia 1981 roku zamieszkali w budowanym domu zakonnym. Kościół został rozbudowany, według projektu arch. inż. Marii Winnik. 20 maja 1997 roku abp Józef Michalik poświęcił rozbudowany kościół. 2 lipca 2006 roku odbyła się konsekracja ołtarza.
Na terenie parafii jest 1600 wiernych (w tym: Zahutyń – 935, Dolina – 400).

## Proboszczowie
- 1979–1983: o. Walenty Miklaszewski OMI[6][7]
- 1983–1989: o. Leon Witek OMI[8][9]
- 1989–?: o. Stefan Kruk OMI
- ?–2005: o. Czesław Pantoł OMI
- 2005–2008: o. Czesław Motak OMI[10]
- 2008–2011: o. Edward Ruszel OMI
- 2011–2018: o. Adam Jaworski OMI
- 2018–2021: o. Tomasz Woźny OMI
- 2021–: o. Karol Bucholc OMI